# Barry Hulshoffbrug
De Barry Hulshoffbrug (brug 2236) is een bouwkundig kunstwerk in Amsterdam-Oost.
De brug is een van de voetbruggen in de buurt Park de Meer, Watergraafsmeer die hier tussen 1998 en 2002 uit de grond verrees. Die buurt is geheel omringd door een watergang/ringsloot. Brug 2236 vormt de verbinding tussen het Delle Aplihof (in de buurt) en het Voorlandpad (buiten de buurt). Het ontwerp is afkomstig van Haasnoot Bruggen, die meerdere met name houten bruggen ontwierp voor Amsterdam.
In oktober 2005 kregen alle bruggen in deze buurt een naam. Zij werden vernoemd naar spelers uit de selectie van AFC Ajax in haar succesperiode jaren zeventig, toen dat team nog speelde in Stadion De Meer, dat in 1996 plaats maakte voor de wijk. Deze brug werd daarbij vernoemd naar verdediger Barry Hulshoff, die aanwezig was tijdens het onthullen van zijn naamplaat en dat van andere Ajax-spelers.   
De brug is opgebouwd uit houten liggers tussen betonnen landhoofden. Daarop zijn gemonteerd planken als loopdek; ook de leuningen zijn van hout. De brugnaam (en het –nummer) is terug te vinden op de overspanning; dit in tegenstelling tot de "normale" plaats op de brugleuning. Het is de enige brug aan deze zijde van de wijk; de doorvoer van de ringsloot wordt verder verzorgd door twee duikers. 
Heinz Stuybrug · Wim Suurbierbrug · Velibor Vasovićbrug · Barry Hulshoffbrug · Horst Blankenburgbrug · Ruud Krolbrug · Gerrie Mührenbrug · Arie Haanbrug · Johan Neeskensbrug · Nico Rijndersbrug · Sjaak Swartbrug · Johnny Repbrug · Dick van Dijkbrug · Johan Cruijffbrug · Piet Keizerbrug · Rinus Michelsbrug